# Лоренц Коллер
Лоренц Коллер (26 вересня 1994 , Інсбрук ) — австрійський саночник, срібний та бронзовий призер Олімпійських ігор 2022 року, чемпіон світу та Європи. 

## Олімпійські ігри
| Рік  | Місто                     | Одиночні сани | Змішана естафета |
| ---- | ------------------------- | ------------- | ---------------- |
| 2018 | Пхьончхан, Південна Корея | 4             | —                |
| 2022 | Пекін, Китай              | 3             | 2                |